# SP-338
A SP-338 é uma rodovia radial do estado de São Paulo, administrada pelo Departamento de Estradas de Rodagem do Estado de São Paulo (DER-SP).

## Denominações
Recebe as seguintes denominações em seu trajeto:
Nome:	Abrão Assed, Rodovia
- De - até:	SP-340 (Mococa) - Cajuru
- Legislação:	LEI 2.027 DE 04/07/79

Nome:	Joaquim Ferreira, Rodovia
- De - até:	Cajuru - SP-351 (Altinópolis)
- Legislação:	DEC. 20.079 DE 06/12/82

## Descrição
Principais pontos de passagem: SP 340 (Mococa) - Cajuru - SP 351 (Altinópolis)

## Características

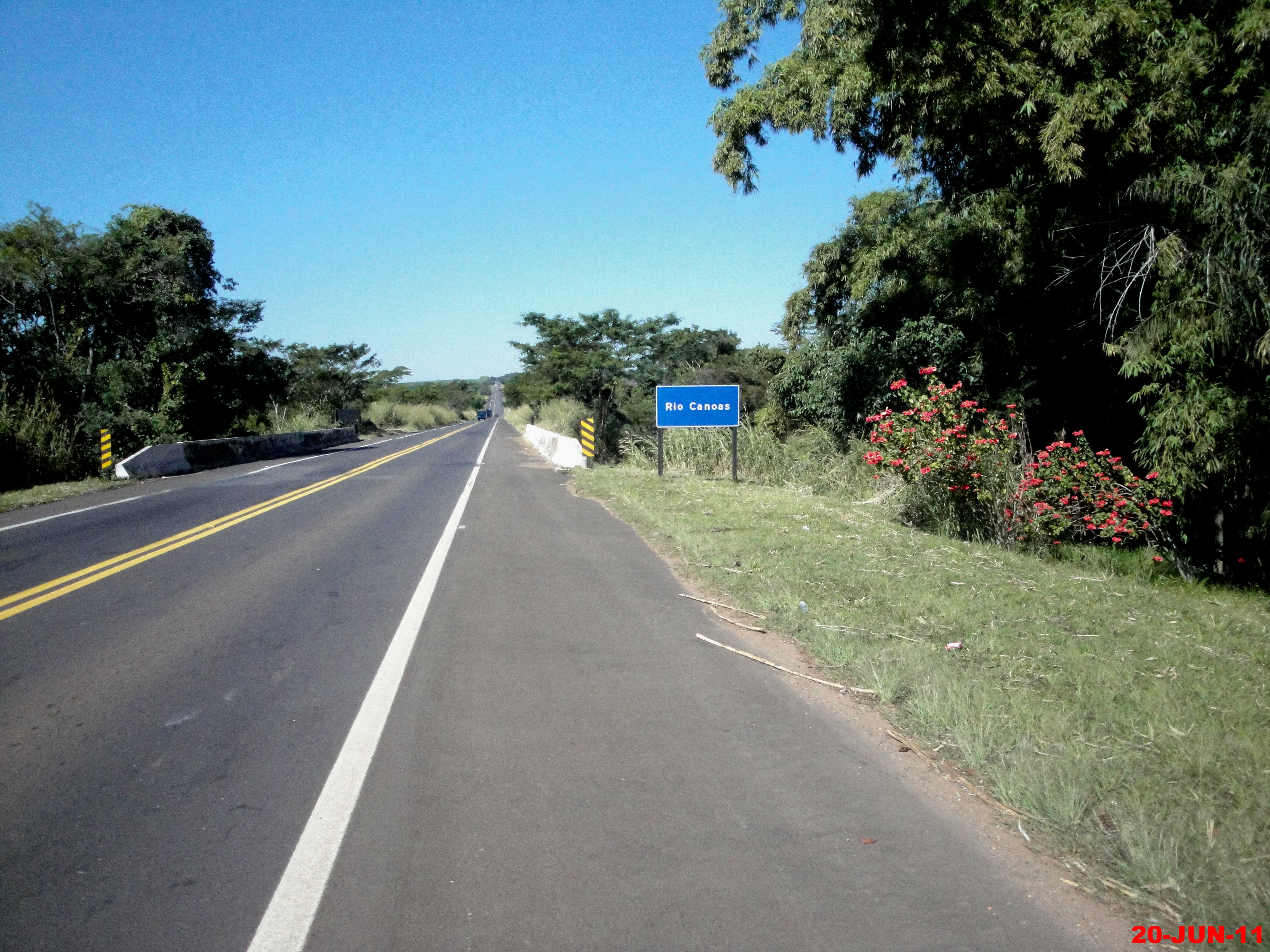
Trecho da SP-338 em Mococa.

### Extensão
- Km Inicial: 268,300
- Km Final: 337,270

### Localidades atendidas
- Mococa
- Cajuru
- Altinópolis